# خورخي ترونكوسو
خورخي ترونكوسو (بالإسبانية: Jorge Troncoso)‏ هو مدرب كرة قدم ولاعب كرة قدم تشيلي في مركز الدفاع، ولد في 14 يناير 1993 في سانتياغو في تشيلي. لعب مع اوستين بولد وكولو-كولو.

## وصلات خارجية
- خورخي ترونكوسو على موقع قاعدة بيانات كرة القدم.إي يو (الإنجليزية)
- خورخي ترونكوسو على موقع Soccerway.com (الإنجليزية)
- خورخي ترونكوسو على موقع AS.com (الإسبانية)